# Mount Whisler
Mount Whisler ist ein 2500 Meter hoher Berg im kanadischen Territorium Nunavut. Er ist der jeweils zweithöchste Berg auf Ellesmere Island, des British Empire Range und der Arktischen Kordillere. Mount Whisler befindet sich rund zwölf Kilometer nordöstlich des Barbeau Peak, des höchsten Bergs der Kordillere.
Der Berg ist vollständig vom Henrietta-Nesmith-Gletscher umschlossen und liegt im Quttinirpaaq-Nationalpark. Kartografiert wurde er erstmals 1882 durch eine Expedition des United States Army Signal Corps unter der Leitung von Adolphus Greely, die ein US-amerikanischer Beitrag zum Ersten Internationalen Polarjahr war. Benannt ist er nach dem Expeditionsmitglied William Whisler († 1884).